# Osborne House

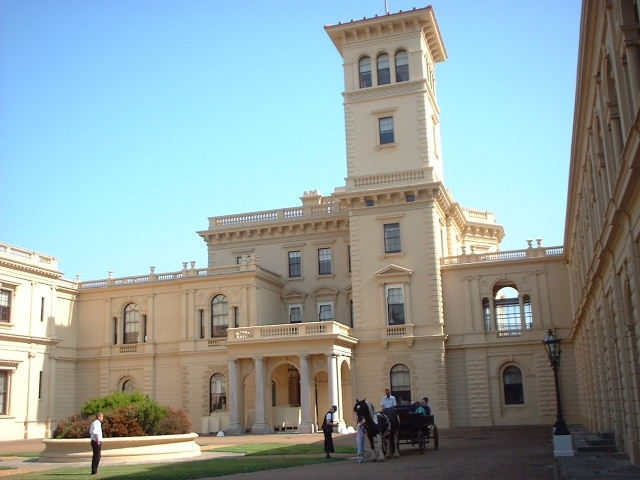
Osborne House

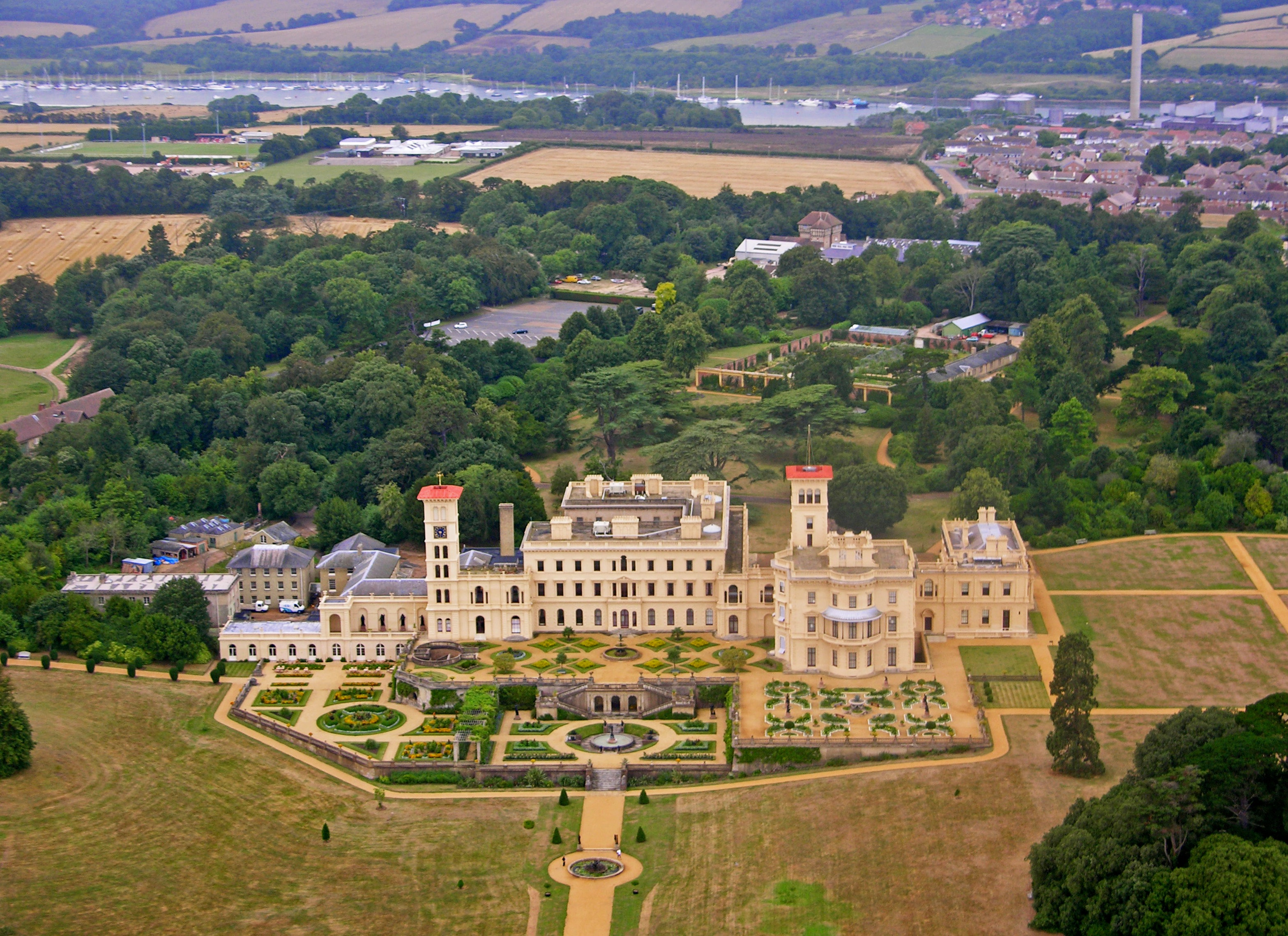
Luftbild

Das Osborne House in East Cowes im Norden der Isle of Wight war ein Landsitz von Königin Victoria von Großbritannien, auf dem sie am 22. Januar 1901 starb.

## Geschichte
Victoria kaufte 1845 das Haus als private Rückzugsstätte für sich und ihre Familie, da ihr der von ihrem Onkel erbaute Royal Pavilion im Seebad Brighton zu wenig Privatsphäre geboten hatte. Sie ließ das Schloss nach Plänen ihres Ehemannes Albert umfangreich im italienischen Stil umbauen und erweitern. Der ausführende Architekt war Thomas Cubitt, der auch den Vorderflügel mit der Hauptfassade des Buckingham Palace erbaute. Zum Haus gehören neben mehreren hundert Hektar Land noch einige weitere Häuser wie das Bladon Manor. Im weitläufigen Park wurde als Spielhaus für die Kinder ein Schweizer Berghaus, das Swiss Cottage, gebaut.
Ihr Thronfolger König Eduard VII. hatte nach dem Tod seiner Mutter keine sinnvolle Verwendung mehr für das Anwesen. Er schenkte es 1903 der britischen Nation. Es ist seither als Museum für jedermann zugänglich und befindet sich weitgehend im Originalzustand. 2019 wurde Osborne House von rund 355.000 Personen besucht. 2024 betrug die Besucherzahl etwa 268.000 Personen.
Von 1903 bis 1921 war in Teilen des Anwesens das Royal Naval College untergebracht.

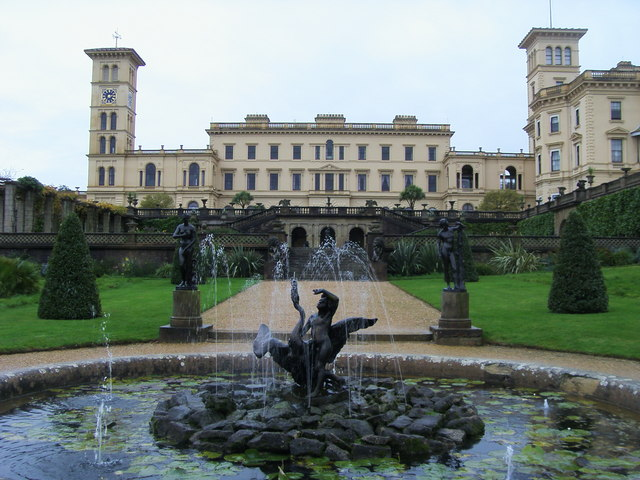
Seeseite, mit Brunnen-Gruppe Knabe mit Schwan von dem Berliner Bildhauer Theodor Kalide
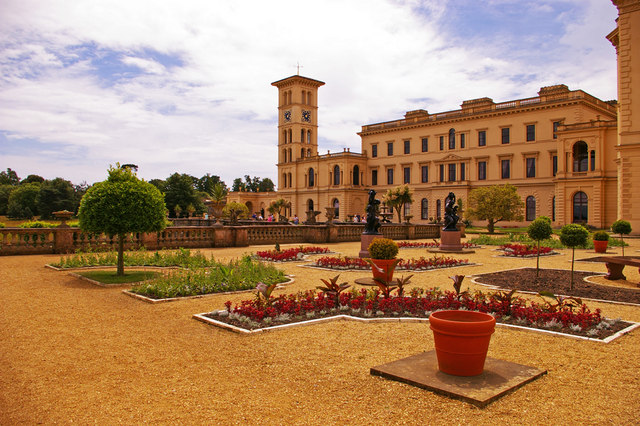
Gartenterrasse
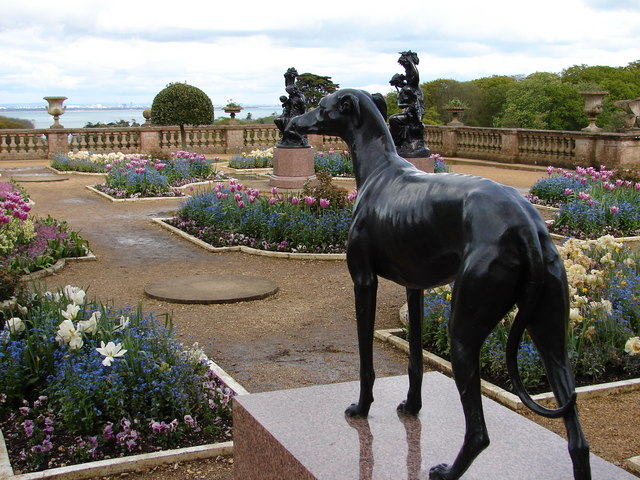
Blick auf die Gartenterrasse
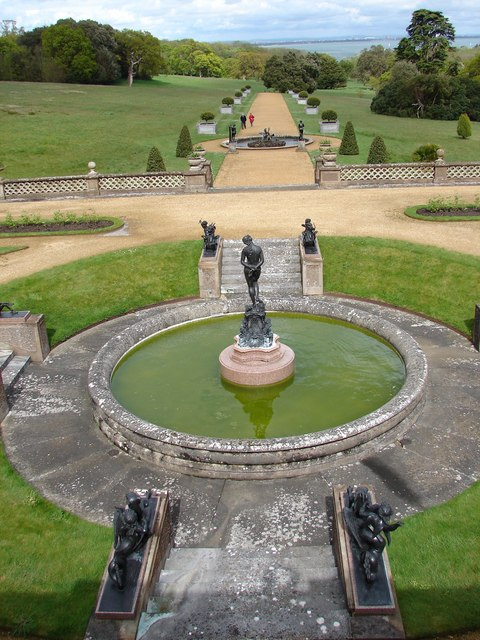
Park
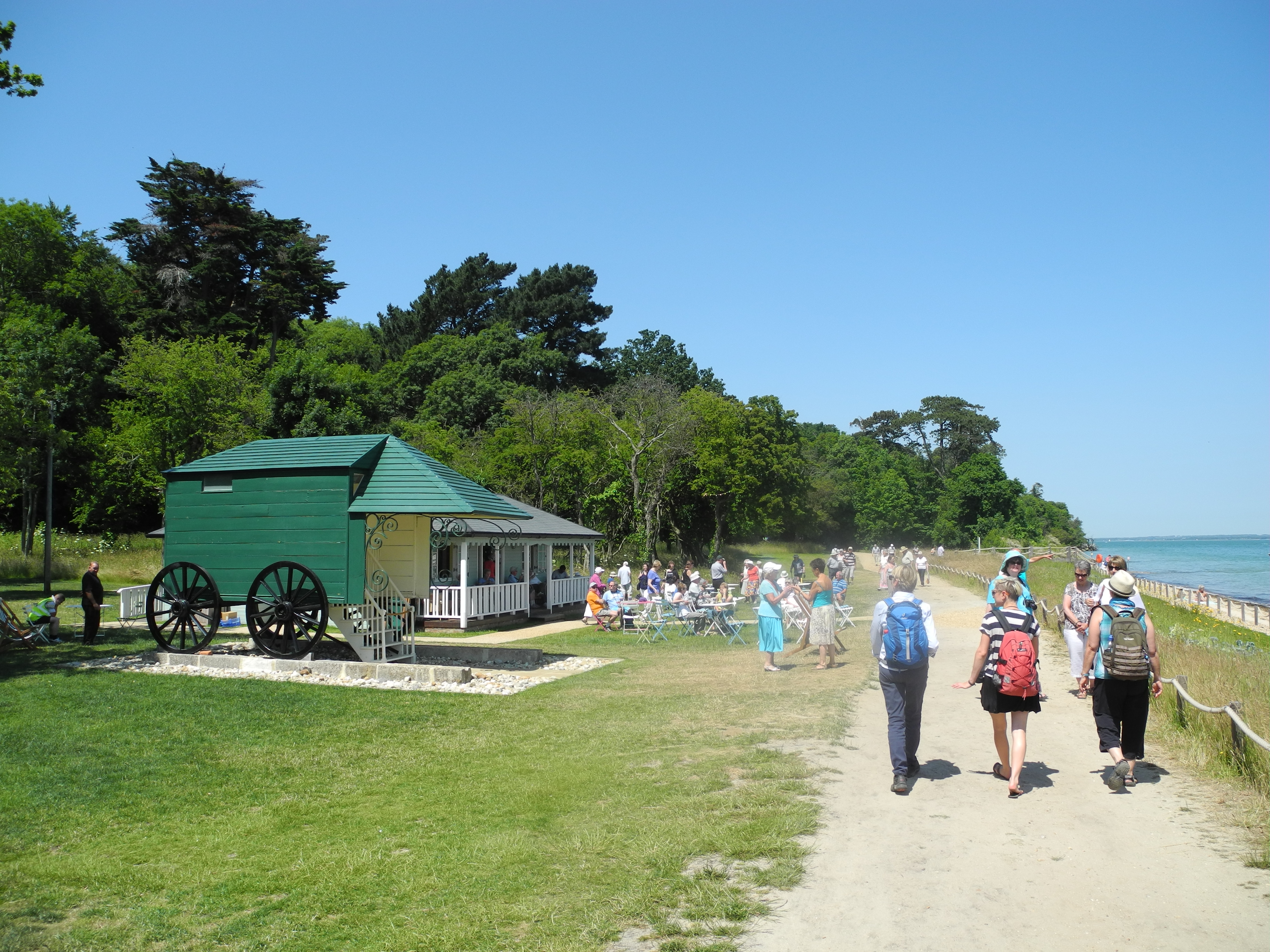
Privatstrand mit Badewagen, der mit Pferden ins Wasser gezogen wurde